# Dyonélio Machado
Dyonélio Tubino Machado (Quaraí, 21 de agosto de 1895 - Porto Alegre, 19 de junio de 1985) fue un escritor, periodista y psiquiatra brasileño.

## Biografía
Fue hijo de Sylvio Rodrigues Machado y de Elvira Tubino Machado. Cuando era niño su padre fue asesinado y con ocho años se vio obligado a trabajar vendiendo billetes de lotería para ayudar a su madre y a su hermano Severino. La pobreza familiar no le impidió continuar los estudios. En su propia escuela daba clases a los niños de menor edad y a cambio él y su hermano podían estudiar sin pagar la matrícula.
A los doce años se empleó en el semanario local O Quaraí, donde se vinculó con la intelectualidad local y nació su pasión por el periodismo. Hacia 1911 fundó el periódico O Martelo (El martillo). En 1912 se trasladó a Porto Alegre para estudiar y desde allí enviaba crónicas al periódico Gazeta de Alegrete, el más antiguo de Río Grande del Sur. Por cuestiones económicas regresó a Quaraí, donde dirigió el periódico local y dictó clases en la escuela pública.
En 1921 regresó a Porto Alegre, fundó A Informação (1921 - 1922) y colaboró con Farrapo (1922), periódicos vinculados al partido Republicano Riograndense, y que el gobierno clausuró al año siguiente por su campaña opositora. En 1923 publicó el ensayo Política contemporânea: Três aspectos e ingresó a la Facultad de Medicina de Porto Alegre, de donde egresó en 1929. 
Su primera obra de ficción publicada fueron los cuentos de Um Pobre Homem, en 1927. En 1928 ingresó al hospital psiquiátrico São Pedro de Porto Alegre hasta que en 1930 se estableció en Río de Janeiro para especializarse en psiquiatría y neurología, junto con Antônio Austregésilo. Obtuvo su doctorado con la tesis titulada Uma definição biológica do crime, donde abarcó sus dos principales áreas de interés, la médica y la social.
Con un interés creciente en el periodismo y la literatura, comenzó a frecuentar el círculo de Porto Alegre conocido como «el grupo de la Plaza da Harmonia» («a turma da Praça da Harmonia»), del que formaban parte el médico Celestino Prunes, Eduardo Guimarães, Alceu Wamosy y Almir Alves.
En 1934 tradujo al portugués Elementos de Psicoanálisis de Edoardo Weiss, lectura obligatoria en los cursos de introducción al psicoanálisis de la época. A fines de ese año y a instancias de Érico Veríssimo escribió la novela Os Ratos, publicada al año siguiente y considerada su obra más importante. Con esta obra obtuvo el premio Machado de Assis de 1935, en conjunto con Marques Rebelo, João Alphonsus y Érico Veríssimo.
Participó en 1935 de la fundación de la Alianza Nacional Libertadora, coalición opositora al gobierno de Getúlio Vargas, y fue apresado al ser acusado de atentar contra el orden sociopolítico al participar de la organización de una huelga de trabajadores gráficos. Liberado gracias a una suspensión de la pena, volvió a prisión ese mismo año, debido a la insurrección comunista. Sus posturas políticas le costaron en total dos años de vida como preso político y en prisión se integró al Partido Comunista Brasileño (PCB). Su militancia política como miembro del PCB se convirtió en una extensión de sus actividades como médico y escritor.
Fue uno de los fundadores de la pionera Asociación Ríograndense de Prensa (Associação Rio-grandense de Imprensa, ARI) y más tarde fue colaborador de los periódicos portoalegrenses Correio do Povo y Diário de Notícias. En 1946, junto a Décio Freitas, fundó el periódico Tribuna Gaúcha, vocero del PCB.
En 1947, con el PCB en la legalidad, fue elegido diputado estatal por su partido y se convirtió en líder de la bancada partidaria en la Asamblea Legislativa de Río Grande del Sur. Debió abandonar el cargo debido a la ilegalización del partido por parte del presidente Eurico Gaspar Dutra, razón por la que decidió apartarse de las actividades políticas durante más de dos décadas.
Además del premio Machado de Assis en 1935 por Os ratos, obtuvo otros premios literarios: el premio «Felipe d'Oliveira» en 1935 por la novela Desolação, el Gran Premio de la Crítica de la Asociación de críticos de arte de São Paulo en 1979, el premio Jabuti en 1981 por la novela Endiabrado y el premio «Fernando Chinaglia» de la Unión Brasileña de Escritores por la novela Nuanças. En 1979 ingresó a la Academia Riograndense de Letras.
En 1984 la asamblea legislativa del estado de Río Grande del Sur le entregó una placa de plata en homenaje a los constituyentes destituidos en 1947. En 1985 la secretaría de salud y medio ambiente le entregó un diploma de honra al mérito, a través de la dirección del hospital São Pedro y el gobierno de Francia le otorgó la Orden de las Artes y las Letras.
Falleció en 1985 en Porto Alegre, a los 89 años.
Su trayectoria intelectual y política es contada en O cheiro de coisa viva, selección de entrevistas y reflexiones publicada póstumamente en 1995 junto con la hasta entonces novela inédita O estadista, y en O pensamento político de Dyonelio Machado publicado en 2006 por la asamblea legislativa del estado de Río Grande del Sur.

## Obras
Ensayo
- Política contemporânea: Três aspectos (Porto Alegre: Globo, 1923)
- A alimentação no Rio Grande do Sul; alguns aspectos (Porto Alegre: Assembléia Legislativa do Estado do Rio Grande do Sul, 1947)

Medicina y Psiquiatría
- Uma definição biológica do crime (Porto Alegre: Globo, 1933)
- Eletroencefalografia (Porto Alegre: Globo, 1944)

Ficción
- Um pobre homem (Porto Alegre: Globo, 1927) cuentos
- Os ratos (São Paulo: Nacional, 1935)
- O louco do Cati (Porto Alegre: Globo, 1942)
- Desolação (Río de Janeiro: José Olympio, 1944)
- Passos perdidos (São Paulo: Martins, 1946)
- Deuses econômicos (Río de Janeiro: Leitura, 1966) (*)
- Prodígios (São Paulo: Moderna, 1980) (*)
- Endiabrados (São Paulo: Ática, 1980)
- Nuanças (São Paulo: Moderna, 1981)
- Sol subterrâneo (São Paulo: Moderna, 1981) (*)
- Fada (São Paulo: Moderna, 1982)
- Ele vem do fundão (São Paulo: Ática, 1982)
- O estadista (Río de Janeiro: Graphia, 1995) novela incluida en O cheiro de coisa viva (Véase publicaciones póstumas)

(*) Los libros Deuses econômicos, Prodígios y Sol subterrâneo componen la llamada Trilogía de la Liberación (en portugués: «Trilogia da Libertação»).
Publicaciones póstumas
- Memórias de um pobre homem (Porto Alegre: IEL, 1990, Investigación, organización y notas de María Zenilda Grawunder)
- O cheiro de coisa viva: entrevistas, reflexões dispersas e um romance inédito: o estadista (Río de Janeiro: Graphia, 1995)
- O pensamento político de Dyonelio Machado (Porto Alegre: Assembléia Legislativa do Estado do Rio Grande do Sul, 2006 (Coord. Escola do Legislativo «Deputado Romildo Bolzan»)